# Arminianismo
Arminianismo  é uma escola de pensamento soteriológica (doutrina da salvação), baseada nas ideias do pastor e professor holandês Jacó Arminio (1560-1609) e seus seguidores históricos, os remonstrantes. A aceitação doutrinária se estende por boa parte do cristianismo desde os primeiros argumentos entre Atanásio e Orígenes, até a defesa de Agostinho de Hipona do "pecado original".
O arminianismo holandês foi originalmente articulado na Remonstrância (1610), uma declaração teológica assinada por 45 ministros e apresentado aos Estados Gerais. O Sínodo de Dort (1618–19) foi convocado pelos Estados Gerais para julgar a Remonstrância. Os cinco pontos da Remonstrância afirmam que:
1. a eleição (baseada na presciência), pelo propósito eterno e imutável em seu Filho Jesus Cristo, desde antes da fundação do mundo, Deus determinou a respeito da raça humana pecadora e caída, salvar em Cristo, pelo amor de Cristo e, através de Cristo, a quem, pela graça do Espírito Santo, crerão em seu Filho Jesus e perseverarão nesta fé e obediência da fé, por meio desta graça, até o final (João 3:36).
2. a expiação é ilimitada, embora qualitativamente suficiente a todos os homens, só é eficaz aos que se arrependem e creem;
3. sem o auxílio do Espírito Santo, nenhuma pessoa é capaz de responder à vontade de Deus, pois o arbítrio foi perdido com a queda;
4. a graça é preveniente e pode ser resistida em seu estágio convincente; e
5. os crentes são capazes de resistir ao pecado, mas não estão fora da possibilidade de cair da graça.

O ponto crucial do arminianismo remonstrante reside na centralidade da graça divina, que possibilita ao pecador caído responder à oferta de salvação. Sem a graça de Deus, é impossível que haja alguma resposta humana, pois não há livre-arbítrio
Desde o século XVI, muitos cristãos, incluindo os batistas (Ver A History of the Baptists terceira edição por Robert G. Torbet) têm sido influenciados pela visão arminiana. Também os metodistas, os congregacionalistas das primeiras colônias da Nova Inglaterra nos séculos XVII e XVIII.
O termo arminianismo é usado para definir aqueles que afirmam as crenças originadas por Jacó Armínio, porém o termo também pode ser entendido de forma mais ampla para um agrupamento maior de ideias, incluindo as de John Wesley e outros. Há duas perspectivas principais sobre como o sistema pode ser aplicado: arminianismo clássico, que vê em Armínio o seu representante; arminianismo wesleyano, que vê em John Wesley o seu representante; e arminianismo de quatro pontos, que não adota a perseverança condicional dos santos e sim a segurança incondicional, geralmente mais presente entre os batistas. O arminianismo wesleyano é por vezes sinônimo de metodismo. Além disso, o arminianismo é muitas vezes mal interpretado por alguns dos seus críticos que o incluem no semipelagianismo ou no pelagianismo, ainda que os defensores das três perspectivas principais neguem veementemente essas alegações.
Dentro do vasto campo da história da teologia cristã, o arminianismo está intimamente relacionado com o calvinismo (ou teologia reformada), sendo que os dois sistemas compartilham a mesma história e muitas doutrinas. No entanto, eles são frequentemente vistos como rivais dentro do evangelicalismo por causa de suas divergências sobre os detalhes das doutrina da predestinação e da salvação.

## História

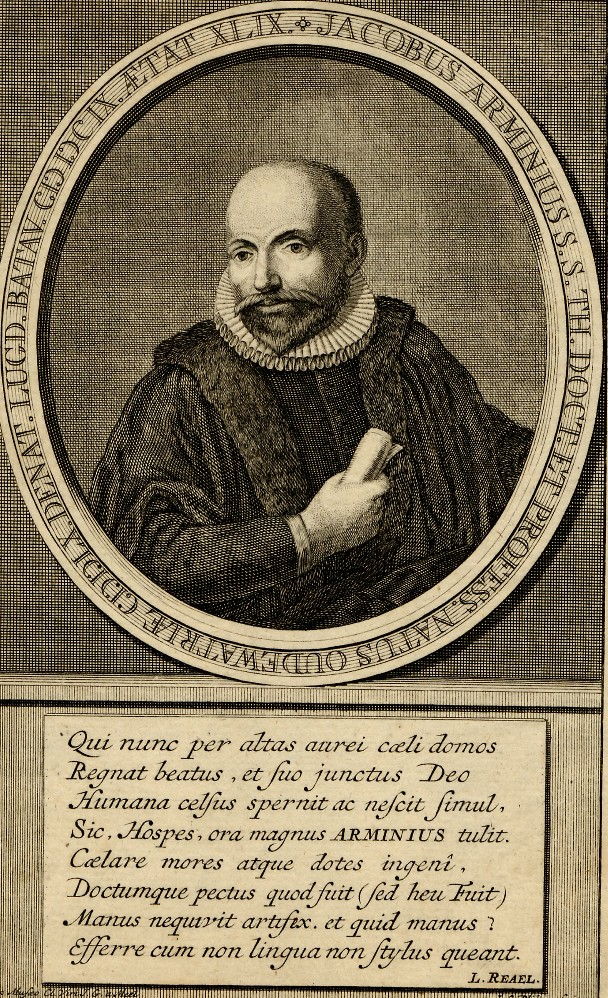
Retrato de Jacó Armínio.

Embora tenha sido aluno do notável calvinista Teodoro de Beza, Armínio defendeu uma forma evangélica de sinergismo (crença que a salvação do homem depende da iniciativa de Deus na salvação, concedendo ao homem a condição de responder à graça), que é contrário ao monergismo, do qual faz parte o calvinismo (crença de que a salvação é inteiramente determinada por Deus, sem nenhuma participação livre do homem) e o pelagianismo (crença de que o ser humano opera sozinho a sua salvação - autossoteria). O sinergismo arminiano difere substancialmente de outras formas de sinergismo, tais como o semipelagianismo, como se demonstrará adiante. De modo análogo, também há variações entre as crenças monergistas, tais como o supralapsarianismo e o infralapsarianismo.
Armínio não foi o primeiro e nem o último sinergista na história da Igreja. De fato, há dúvidas quanto ao fato de que ele tenha introduzido algo de novo na teologia cristã. Os próprios arminianos costumavam afirmar que os Pais da Igreja grega dos primeiros séculos da era cristã e muitos dos teólogos católicos medievais eram sinergistas, tais como o reformador católico Erasmo de Roterdã. Até mesmo Philipp Melanchthon (1497-1560), companheiro de Lutero na reforma alemã, era sinergista.
Armínio e seus seguidores divergiram do monergismo calvinista por entenderem que as crenças calvinistas na eleição incondicional (e especialmente na reprovação incondicional), na expiação limitada e na graça irresistível:
- seriam incompatíveis com o caráter de Deus, que é amoroso, compassivo, bom e deseja que todos se salvem.
- violariam o caráter pessoal da relação entre Deus e o homem.
- levariam à consequência lógica inevitável de que Deus fosse o autor do mal e do pecado.

## Contexto histórico
Para se compreender os motivos que levaram à aguda controvérsia entre o Calvinismo e o Arminianismo, é preciso compreender o contexto histórico e político no qual se inseriam os Países Baixos à época.
De acordo com historiadores, tais como Carl Bangs, autor de "Arminius: A Study in the Dutch Reformation (1985)", as igrejas reformadas da região eram protestantes, em sentido geral, e não rigidamente calvinistas. Embora aceitassem o catecismo de Heidelberg como declaração primária de fé, não exigiam que seus ministros ou teólogos aderissem aos princípios calvinistas, que vinham sendo desenvolvidos em Genebra, por Beza. Havia relativa tolerância entre os protestantes holandeses. De fato, havia tanto calvinistas quanto luteranos. Os seguidores do sinergismo de Melanchthon conviviam pacificamente com os que professavam o supralapsarianismo de Beza. O próprio Armínio, acostumado com tal "unidade na diversidade", mostrou-se estarrecido, em algumas ocasiões, com as exageradas reações calvinistas ao seu ensino.
Essa convivência pacífica começou a ser destruída quando Franciscus Gomarus, colega de Armínio na Universidade de Leiden, passou a defender que os padrões doutrinários das igrejas e universidades holandesas fossem calvinistas. Então, lançou um ataque contra os moderados, incluindo Armínio.
Essa ideia de convivência pacífica foi contestada na tese de doutorado de Vinicius Couto, na qual o pesquisador expõe fragilidades da argumentação de Bangs quanto à tolerância em Genebra, visto que Beza perseguira personalidades como Petrus Ramus, Sebastien Castellio e alguns alunos. Couto ainda aponta para o fato de que o professor Charles Perrot não era tão bem aceito como supunha Bangs, visto que logo após sua morte, teve bens confiscados e diversos livros queimados. A suposta tolerância nos Países Baixos também é contestada por Couto, pois ele apresenta críticas severas dos reformados para com os luteranos e descreve o sentimento de desconforto que Armínio sentira algumas vezes quanto a expressar suas opiniões.
De início, a campanha para impor o calvinismo não foi bem sucedida. Tanto a igreja quanto o Estado não consideravam que a teologia de Armínio fosse heterodoxa. Isso mudou quando a política passou a interferir no processo.
À época, os países baixos, liderados pelo príncipe Maurício de Nassau, calvinista, estavam em guerra contra a dominação da Espanha, católica. Alguns calvinistas passaram a convencer os governantes dos Países Baixos, e especialmente o príncipe Nassau, de que apenas a sua teologia proveria uma proteção segura contra a influência do catolicismo espanhol. De fato, caricaturas da época apresentavam Armínio como um jesuíta disfarçado. Nada disso foi jamais comprovado.
Depois da morte de Armínio, o governo começou a interferir cada vez mais na controvérsia teológica sobre predestinação. O príncipe Nassau destituiu os arminianos dos cargos políticos que ocupavam. Um arminiano foi executado e outros foram presos. O conflito teológico atingiu tamanha proporção que levou a Igreja a convocar o Sínodo Nacional da Igreja Reformada, em Dort, mais conhecido como o Sínodo de Dort, onde os arminianos, conhecidos como "remonstrantes", nem mesmo tiveram a oportunidade de defender seus pontos de vista perante as autoridades, partidárias do calvinismo. As discussões ocorreram em 154 reuniões iniciadas em 13 de novembro 1618 e encerrada em 9 de maio de 1619, cujo assunto era a predestinação incondicional defendida pelo calvinismo e a predestinação condicional defendida pelo arminianismo. Os arminianos acabaram sendo condenados como hereges, destituídos de seus cargos eclesiásticos e seculares, tiveram suas propriedades expropriadas e foram exilados. O sínodo serviu como um golpe de Estado articulado por Maurício de Nassau e esse golpe foi criticado por diversas áreas da sociedade, inclusive pelos espanhóis.
Logo que Maurício de Nassau morreu, os calvinistas perderam o seu poder na região e os arminianos puderam retornar ao país, onde fundaram igrejas e um seminário, o qual até hoje existe na Holanda (Remonstrants Seminarium). Isso se deveu à política mais irênica de Frederico Henrique.
Em síntese, o que levou a visão monergista à supremacia foi o poder do Estado, representado pelo príncipe Maurício de Nassau, que perseguiu os sinergistas.
Para Armínio e seus seguidores, sua teologia também era compatível com a reforma protestante. Em sua opinião, tanto o calvinismo quanto o arminianismo são duas correntes inseridas na reforma protestante, por serem, ambas, compatíveis com o lema dos reformados sola gratia, sola fide, sola Scriptura. Sua proposta era que um sínodo nacional revisasse a confissão belga e o catecismo de Heildelberg (com base no sola Scriptura) e que pensasse numa "Confessio paucissimos articulos, i.e., uma 'Confissão com o mínimo de artigos'".

## Teologia
A teologia arminiana é majoritariamente representada por dos dois grupos:
1. Arminianismo clássico, elaborado a partir do ensino de Jacó Armínio;
2. Arminianismo wesleyano, com base principalmente de Wesley.

Ambos os grupos se sobrepõem consideravelmente.

### Arminianismo clássico
O arminianismo clássico (às vezes chamado de arminianismo reformado) é o sistema teológico que foi apresentado por Jacó Armínio e mantido pelos remonstrantes; sua influência serve como base para todos os sistemas arminianos. A lista de crenças é dado abaixo:
- A depravação é total: Armínio declarou: "Neste estado [caído], o livre-arbítrio do homem para o verdadeiro bem não está apenas ferido, enfermo, inclinado, e enfraquecido; mas ele está também preso, destruído, e perdido. E os seus poderes não só estão debilitados e inúteis a menos que seja assistido pela graça, mas não tem poder algum exceto quando é animado pela graça divina."[13]

- A expiação destina-se a todos: Jesus morreu para todas as pessoas, Jesus atrai todos a si mesmo, e todas as pessoas têm oportunidade de se salvarem pela fé.[14]

- A morte de Jesus satisfaz a justiça de Deus: A penalidade pelos pecados dos eleitos é paga integralmente através da obra de Jesus na cruz. Assim, a expiação de Cristo é destinada a todos, mas requer a fé para ser efetuada. Armínio declarou que: "Justificação, quando usado para o ato de um juiz, também é exclusivamente a imputação da justiça através da misericórdia... ou esse homem é justificado diante de Deus... de acordo com o rigor da justiça sem qualquer perdão."[15] Stephen Ashby esclarece: "Armínio só considera duas maneiras possíveis em que o pecador pode ser justificado: (1) pela nossa adesão absoluta e perfeita à lei, ou (2) exclusivamente pela divina imputação da justiça de Cristo."[16]

- A graça é preveniente e resistível: Deus toma a iniciativa no processo de salvação e a sua graça vem a todas as pessoas. Esta graça (muitas vezes chamada de preveniente ou pré-graça regeneradora) age em todas as pessoas para convencê-las do Evangelho, chamá-las fortemente à salvação, e capacitar a possibilidade de uma fé sincera. Picirilli declarou que "realmente esta graça está tão próxima da regeneração que ela leva inevitavelmente a regeneração, a menos que, por fim seja resistida." [17] A oferta de salvação por graça não age irresistivelmente em um simples causa-efeito (i.e num método determinístico), mas sim de um modo de influência-e-resposta, que tanto pode ser livremente aceita e livremente negada.[18]

- O homem não tem livre arbítrio: O livre-arbítrio foi perdido com a queda de Adão, mas a graça preveniente de Deus permite que todos os homens tenham o arbítrio liberto, sejam capacitados e tenham a opção de aceitar o Evangelho de Jesus através da fé e do arrependimento. Simultaneamente, essa graça permite que todos os homens também resistam.

- A eleição é condicional: Armínio  define eleição como "o decreto de Deus pelo qual, de Si mesmo, desde a eternidade, decretou justificar em Cristo, os crentes, e aceitá-los para a vida eterna."[19] Só Deus determina quem será salvo e a sua determinação é que todos os que crêem em Jesus através da fé sejam justificados. Segundo Armínio, "Deus a ninguém preza em Cristo, a menos que sejam enxertados nele pela fé".[19]

- Deus predestina os eleitos a um futuro glorioso: A predestinação não é a predeterminação de quem irá crer, mas sim a predeterminação da herança futura do crente. Os eleitos são, portanto, predestinados a filiação pela adoção, glorificação, e vida eterna.[20]

- A justiça de Cristo é imputada ao crente: A justificação é sola fide. Quando os indivíduos se arrependem e creem em Cristo (fé salvífica), eles são regenerados e trazidos a união com Cristo, pela qual a morte e a justiça de Cristo são imputados a eles, para sua justificação diante de Deus.[21]

- A segurança eterna é também condicional: Todos os crentes têm plena certeza da salvação com a condição de que eles permaneçam em Cristo. A salvação é condicional a fé, portanto, a perseverança também é condicional.[22] A apostasia (desvio de Cristo) só é cometida por uma deliberada e proposital rejeição de Jesus e renúncia da fé.[23] No entanto, Armínio não é tão claro sobre essa questão, pois fazia distinção entre possibilidade e realidade da apostasia, afirmando a primeira e negando a segunda.

Os cinco artigos da remonstrância que os seguidores de Armínio formularam em 1610 o estado acima de crenças relativas (I) eleição condicional, (II) expiação ilimitada, (III) depravação total, (IV) depravação total e a graça resistível, e (V) possibilidade de apostasia. Note, entretanto, que o artigo quinto não nega completamente a perseverança dos santos, Armínio mesmo, disse que "nunca me ensinaram que um verdadeiro crente pode cair ... longe da fé ... ainda não vou esconder que há passagens de Escritura que parecem-me usar este aspecto, e as respostas a elas que me foi permitido ver, não são como a gentileza de aprovar-se em todos os pontos para o meu entendimento ".  Além disso, o texto dos artigos da Remonstrancia diz que nenhum crente pode ser arrancado da mão de Cristo, e à questão da apostasia, "a perda da salvação" é necessário mais estudos antes que pudesse ser ensinada com plena certeza. Couto explica esse ponto:
Até onde essa resistibilidade à graça poderia ser levada? Seria possível que pessoas verdadeiramente nascidas de novo rejeitassem a graça a tal ponto de se apostatarem e perderem a salvação? Ou, na linguagem de Armínio, que “abandonem o início da sua existência em Cristo, e unam-se novamente ao presente século mau, declinando da sã doutrina que uma vez lhes foi entregue, e que percam a boa consciência, fazendo com que a graça divina seja ineficaz em suas vidas”? Ele afirma nunca ter ensinado que, “um verdadeiro crente caia completa ou finalmente da fé, e assim pereça” (hl. ick noyt en hebbe geleert, dat de waere gheloovige, of gheheelijc of eyndelijck, van het gheloove afwijckt, ende also verloren gaet; lt. nunquam me docuisse, quod vere vere credens aut totaliter aut finaliter a fide deficiat, sic que pereat). A tradução de James Nichols acrescentou um “pode” (can, em inglês) à frase e isso não aparece em nenhuma das duas versões (i.e., holandesa e latina). O acréscimo de “can” na versão inglesa elimina uma importante distinção da época, a saber, a possibilidade e a realidade da apostasia. Armínio assume a possibilidade de apostasia, mas, não a realidade. Em sua Apologia contra Trinta e um artigos difamatórios, escrito no mesmo período, Armínio afirmou que, “os crentes podem [posse] finalmente desertar da fé e da salvação; mas, eu nunca disse que os fiéis finalmente abandonam a fé e a salvação”. A diferença é sutil e, ao mesmo tempo, contraditória, pois como uma coisa pode acontecer e, ao mesmo tempo, não pode acontecer, de fato? É mais razoável concluir que Armínio era confuso sobre o tema da apostasia ou que ele ainda tinha dúvidas se a realidade dela era concreta. Ele não dá uma resposta final sobre esse assunto. Como na Ep. Ecc. 115, ele entende que é preciso ter cautela antes de fechar uma afirmação, pois ele reconhece que existem passagens nas Escrituras que parecem apoiar a Perseverança dos Santos tanto de modo condicional como incondicional.

As crenças básicas de Jacó Armínio e os remonstrantes estão resumidos como tal pelo teólogo Stephen Ashby:
1. Antes de ser chamado e capacitado, alguém é incapaz de crer... somente capaz de resistir.
2. Depois de ter sido chamado e capacitado, mas antes da regeneração, alguém é capaz de crer... também capaz de resistir.
3. Após alguém crer, Deus o regenera, alguém é capaz de continuar crendo... também capaz de resistir.
4. Após resistir ao ponto de descrer, alguém é incapaz de acreditar... só capaz de resistir.[27]

#### Interpretação dos Cinco Pontos
O terceiro ponto sepulta qualquer pretensão de associar o arminianismo ao pelagianismo ou ao semipelagianismo. De fato, a doutrina de Armínio é perfeitamente compatível com a Depravação Total calvinista. Ou seja, em seu estado original o homem é herdeiro da natureza pecaminosa de Adão e totalmente incapaz, até mesmo, de desejar se aproximar de Deus. Nenhum homem nasce com o "livre-arbítrio", ou seja, com a capacidade de não resistir a Deus.
O quarto ponto demonstra claramente que é a graça preveniente que restaura no homem a sua capacidade de não resistir à Deus. Portanto, para Armínio, a salvação é pela graça somente e por meio da fé somente. Nesse sentido, os arminianos concordam com os calvinistas no sentido de que a capacitação, por meio da graça, precede a fé, e que até mesmo a fé salvadora seja um dom de Deus. A diferença está na compreensão da operação dessa graça. Para os calvinistas, a graça é concedida apenas aos eleitos, que a ela não podem resistir. Para os arminianos, a expiação por meio de Jesus Cristo é universal e comunica essa graça preveniente a todos os homens; mas ela pode ser resistida. Assim como o pecado entrou no mundo pelo primeiro Adão, a graça foi concedida ao mundo por meio de Cristo, o segundo Adão (conforme Romanos 5:18, João 1:9). Nesse sentido, os arminianos entendem que I Timóteo 4:10 aponta para duas salvações em Cristo: uma universal e uma especial para os que creem. A primeira corresponde à graça preveniente, concedida a todos os homens, que lhes restaura o arbítrio, ou seja, a capacidade de não resistir a Deus. Ela é distribuída a todos os homens porque Deus é amor (I João 4:8, João 3:16) e deseja que todos os homens se salvem (I Timóteo 2:4, II Pedro 3:9), conforme defendido no segundo ponto do arminianismo. A segunda é alcançada apenas pelos que não resistem à graça salvadora e creem em Cristo. Estes são os predestinados, segundo a visão arminiana de predestinação.
Portanto, embora a expressão "livre-arbítrio" seja comumente associada ao arminianismo, ela deve ser entendida como "arbítrio liberto" ou "vontade liberta" pela graça preveniente, convencedora, iluminadora e capacitante que torna possíveis o arrependimento e a fé. Sem a atuação da graça, nenhum homem teria o arbítrio livre.
Ao contrário dos calvinistas, os arminianos creem que essa graça preveniente, concedida a todos os homens, não é uma força irresistível, que leva o homem necessariamente à salvação. Para Armínio, tal graça irresistível violaria o caráter pessoal da relação entre Deus e o homem. Assim, todos os homens continuam a ter a capacidade de resistir à Deus, que já possuíam antes da operação da graça (conforme Atos 7:51, Lucas 7:30, Mateus 23:37). Portanto, a responsabilidade do homem em sua salvação consiste em não resistir ao Espírito Santo. Este é o coração do sinergismo arminiano, o qual difere radicalmente dos sinergismos pelagiano e semipelagiano.
No que tange à perseverança dos santos, os remonstrantes não se posicionaram em 1610, deixando a questão em aberto naquela época. Contudo, em 1618, redigiram um novo documento confirmando a possibilidade de apostasia.

#### Citações das obras de Armínio
Os textos a seguir transcritos, escritos pelo próprio Armínio, são úteis para demonstrar algumas de suas ideias.
…Mas em seu estado caído e pecaminoso, o homem não é capaz, de e por si mesmo, pensar, desejar, ou fazer aquilo que é realmente bom; mas é necessário que ele seja regenerado e renovado em seu intelecto, afeições ou vontade, e em todos os seus poderes, por Deus em Cristo através do Espírito Santo, para que ele possa ser capacitado corretamente a entender, avaliar, considerar, desejar, e executar o que quer que seja verdadeiramente bom. Quando ele é feito participante desta regeneração ou renovação, eu considero que, visto que ele está liberto do pecado, ele é capaz de pensar, desejar e fazer aquilo que é bom, todavia não sem a ajuda contínua da Graça Divina.
Com referência à Graça Divina, creio, (1.) É uma afeição imerecida pela qual Deus é amavelmente afetado em direção a um pecador miserável, e de acordo com a qual ele, em primeiro lugar, doa seu Filho, "para que todo aquele que nele crê tenha a vida eterna," e, depois, ele o justifica em Cristo Jesus e por sua causa, e o admite no direito de filhos, para salvação. (2.) É uma infusão (tanto no entendimento humano quanto na vontade e afeições,) de todos aqueles dons do Espírito Santo que pertencem à regeneração e renovação do homem - tais como a fé, a esperança, a caridade, etc.; pois, sem estes dons graciosos, o homem não é capaz de pensar, desejar, ou fazer qualquer coisa que seja boa. (3.) É aquela perpétua assistência e contínua ajuda do Espírito Santo, de acordo com a qual Ele age sobre o homem que já foi renovado e o excita ao bem, infundindo-lhe pensamentos salutares, inspirando-lhe com bons desejos, para que ele possa dessa forma verdadeiramente desejar tudo que seja bom; e de acordo com a qual Deus pode então desejar trabalhar junto com o homem, para que o homem possa executar o que ele deseja.
Desta maneira, eu atribuo à graça O COMEÇO, A CONTINUIDADE E A CONSUMAÇÃO DE TODO BEM, e a tal ponto eu estendo sua influência, que um homem, embora regenerado, de forma nenhuma pode conceber, desejar, nem fazer qualquer bem, nem resistir a qualquer tentação do mal, sem esta graça preveniente e excitante, seguinte e cooperante. Desta declaração claramente parecerá que de maneira nenhuma eu faço injustiça à graça, atribuindo, como é dito de mim, demais ao livre-arbítrio do homem. Pois toda a controvérsia se reduz à solução desta questão, "a graça de Deus é uma certa força irresistível"? Isto é, a controvérsia não diz respeito àquelas ações ou operações que possam ser atribuídas à graça, (pois eu reconheço e ensino muitas destas ações ou operações quanto qualquer um,) mas ela diz respeito unicamente ao modo de operação, se ela é irresistível ou não. A respeito da qual, creio, de acordo com as escrituras, que muitas pessoas resistem ao Espírito Santo e rejeitam a graça que é oferecida.
Extraído de As Obras de James Arminius Vol. I

### Arminianismo wesleyano
John Wesley foi historicamente o advogado mais influente dos ensinos da soterologia arminiana. Wesley concordou com a vasta maioria daquilo que o próprio Armínio defendeu, mantendo doutrinas fortes, tais como as do pecado original, depravação total, eleição condicional, graça preveniente, expiação ilimitada e possibilidade de apostasia.
Wesley, porém, reconsiderou o arminianismo clássico em duas questões:
- Possibilidade de apostasia – Wesley aceitou completamente a visão arminiana de que cristãos genuínos podem apostatar e perder sua salvação. Seu famoso sermão "A Call to Backsliders" demostra claramente isso. Harper resume da seguinte forma: "o ato de cometer pecado não é ele mesmo fundamento para perda da salvação … a perda da salvação está muito mais relacionada a experiências que são profundas e prolongadas. Wesley via dois caminhos principais que resultam em uma definitiva queda da graça: pecado não confessado e a atitude de apostasia."[28] Wesley discorda de Armínio, contudo, ao sustentar que tal apostasia não é final. Quando menciona aqueles que naufragaram em sua fé (1 Tim 1:19), Wesley argumenta que "não apenas um, ou cem, mas, estou convencido, muitos milhares … incontáveis são os exemplos … daqueles que tinham caído, mas que agora estão de pé"[29]
- Perfeição cristã – Conforme o ensino de Wesley, cristãos podem alcançar um estado de perfeição prática. Isso não significa impecabilidade. Perfeição, para Wesley, não dizia respeito à perfeição absoluta (que é exclusiva de Deus), adâmica (antes da queda), angelical, intelectual e nem isenção de tentações. Perfeição cristã (ou inteira santificação), conforme Wesley, é "pureza de intenção; toda vida dedicada a Deus" e "a mente que estava em Cristo, nos capacita a andar como Cristo andou." Isso é "amar a Deus de todo o seu coração, e os outros como a si mesmo".[30] Isso é "uma restauração não apenas para favor, mas também para a imagem de Deus," nosso ser "encheu-se com a plenitude de Deus".[31] Wesley esclareceu que a perfeição cristã não implica perfeição física ou em uma infabilidade de julgamento. Para ele, significa que não devemos violar a longanimidade da vontade de Deus, por permanecer em transgressões involuntárias. A perfeição cristã coloca o sujeito sob a tentação, e por isso há a necessidade contínua de oração pelo perdão e santidade. Isso não é uma perfeição absoluta mas uma perfeição em amor. Além disso, Wesley nunca ensinou uma salvação pela perfeição, mas preferiu dizer que "santidade perfeita é aceitável a Deus somente através de Jesus Cristo."[30] Não se trata de uma perfeição perfeita. Esse jogo de palavras tem a ver com a etimologia, pois como explica Noble, Wesley pensava na perfeição não a partir do latim, perfectus, e sim do grego, teleiosis, pensando na finalidade, propósito, da santificação.[32]

## Arminianismo e outras visões
Para compreender o arminianismo é necessário ter compreensão das seguintes alternativas teológicas: pelagianismo, semipelagianismo e calvinismo. O arminianismo, como qualquer outro sistema de crença maior, é frequentemente mal compreendido tanto pelos críticos quanto pelos futuros adeptos. Abaixo estão listados alguns equívocos comuns.

### Comparação com outras teologias
Esta tabela resume as visões clássicas de três diferentes  crenças protestantes sobre a salvação "cristã", ou seja, fundamentadas em Cristo Jesus.

### Equívocos comuns
EQUÍVOCOS COMUNS QUANTO AO ARMINIANISMO
- Arminianismo defende salvação baseada em obras - Nenhum sistema conhecido de arminianismo nega a salvação "somente pela fé" e "pela fé do primeiro ao último". Este equívoco é muitas vezes dirigido contra a possibilidade de apostasia arminiana, que os críticos exigem manutenção contínua das boas obras para alcançar a salvação final. Para os arminianos, no entanto, tanto a salvação inicial e a segurança eterna são "apenas pela fé"; daí "pela fé do primeiro ao último". Crença que a fé é a condição para entrar no Reino de Deus; a incredulidade é a condição para sair do Reino de Deus - não a falta de boas obras.[34][35][36]

- Arminianismo é pelagiano (ou semipelagiano), nega o pecado original e a depravação total - Nenhum sistema de arminianismo fundado em Armínio ou Wesley nega o pecado original ou depravação total;[37] tanto Armínio quanto Wesley fortemente afirmaram que a condição básica do homem é tal que ele não pode ser justo, compreender a Deus, ou buscar a Deus.[38]

Muitos críticos do arminianismo, tanto no passado como no presente, afirmam que o arminianismo tolera ou mesmo explicitamente apoia o pelagianismo ou semipelagianismo. Armínio se refere ao pelagianismo como "a grande mentira" e afirmou que "Devo confessar que eu o detesto, do meu coração, as conseqüências [de tal teologia]." David Pawson, um pastor inglês, denunciou a associação como "caluniosa", quando atribuída a doutrina de Armínio ou Wesley. Na verdade a maioria dos arminianos rejeitam todas as acusações de pelagianismo; no entanto, devido principalmente aos adversários calvinistas, os dois termos permanecem entrelaçados no uso popular.
- Arminianismo nega o pagamento substitutivo de Jesus pelos pecados - Tanto Armínio quanto Wesley acreditavam na necessidade e suficiência da expiação de Cristo por meio da substituição.[43] Armínio declarou que a justiça de Deus foi satisfeita individualmente[44] enquanto Hugo Grotius e muitos dos seguidores de Wesley ensinaram que Deus foi satisfeito governamentalmente.[45]

### Comparação com o calvinismo
Desde sempre, Armínio e seus seguidores se revoltaram contra o calvinismo no início do século XVII, a soteriologia protestante tem sido amplamente dividida entre calvinismo e arminianismo. O extremo do calvinismo é o hipercalvinismo, que insiste que os sinais da eleição devem ser procurados antes de evangelização do inregenerado ocorrer e que os eternamente condenados não têm a obrigação de se arrepender e crer, e o extremo do arminianismo pode resgatar o pelagianismo, que rejeita a doutrina do pecado original em razão da responsabilidade moral.

#### Similaridades
- Depravação total – arminianos concordam com os calvinistas sobre a doutrina da depravação total. As diferenças ficam na compreensão de como Deus medica a depravação humana.
- Efeito substitucionário da expiação – arminianos também afirmam como os calvinistas o efeito substitucionário da expiação de Cristo e que esse efeito está limitado somente ao eleito. Arminianos clássicos concordam com os calvinistas que esta substituição foi uma satisfação penal por todo o eleito, enquanto alguns dos arminianos wesleyanos sustentam que a substituição foi em natureza governamental, embora o próprio Wesley defendesse a substituição penal.

#### Diferenças
- Natureza da eleição – arminianos defendem que a eleição para salvação eterna está ligada a condição da fé. A doutrina calvinista da eleição incondicional declara que a salvação não pode ser ganha ou alcançada e, portanto, não depende de qualquer esforço humano, de modo que a fé não é uma condição de salvação, mas os meios divinos para isso. Em outras palavras, arminianos acreditam que devem sua eleição à sua fé, enquanto que os calvinistas acreditam que devem sua fé à sua eleição.
- Natureza da graça – arminianos acreditam que através da graça de Deus, é restaurado o livre-arbítrio concernente a salvação de toda a humanidade, e que cada indivíduo, portanto, é capaz de aceitar o chamado do Evangelho através da fé ou resistir a ele através da incredulidade. Calvinistas defendem que a graça de Deus, que permite a salvação, é dada somente ao eleito e que irresistivelmente o conduz a salvação.
- Extensão da expiação – arminianos, juntamente com os calvinistas de quatro pontos ou amiraldianos, defendem uma tiragem universal e extensão universal da expiação em vez da doutrina calvinista que a tiragem e expiação é limitado em extensão somente aos eleitos. Ambos os lados (com a exceção dos hipercalvinistas) acreditam que o convite do Evangelho é universal e que "deve ser apresentado a todo o mundo, [eles] podem ser alcançados sem qualquer distinção."[46]
- Perseverança na fé – arminianos acreditam que a salvação futura e a vida eterna estão seguras em Cristo e protegidas de todas as forças externas, mas é condicional sobre permanecer em Cristo e pode ser perdida através da apostasia. Calvinistas tradicionais acreditam na doutrina da perseverança dos santos, ou seja, porque Deus escolheu alguns para a salvação e efetivamente pagou por seus pecados particulares, Ele os conserva da apostasia, e aqueles que apostataram nunca foram verdadeiramente regenerados (que é, novo nascimento). Calvinistas não tradicionais e outros evangelicais defendem uma similar, mas diferente, doutrina de segurança eterna que ensina que, se uma pessoa já foi salva, sua salvação nunca pode estar em perigo, mesmo que a pessoa abandone completamente a fé.